# Панасівка (річка)
Панасівка (пол. Kamionka) — гірський потік в Україні, у Сколівському районі Львівської області у Галичині. Ліва притока річки Кам'янка, (басейн Дністра).
Потік тече у гірському масиві Сколівські Бескиди (зовнішня смуга Українських Карпат).

## Розташування
Бере початок на північних схилах гори Магура (1121,0 м) і разом з потоком Намітний впадає у річку Кам'янку, ліву притоку Оряви що тече на північний схід і впадає до Оряви поблизу с. Коростів.